# Козма Етолски
Свети свештеномученик Козма равноапостолни, познат и као Косма Етолски је грчки православни светитељ из 18. века.
Рођен је 1714. године у Етолији у Грчкој, у селу Мегадендрон. Одгајен је и васпитан у хришћанском духу. У двадесетој години је отишао у Свету Гору, где се замонашио у манастиру Филотеј. Тамо је и рукоположен за јеромонаха.
Касније се преселио у Цариград где је служио у тамошњим црквама и насељима. 1775. године се вратио на Свету Гору. Посећујући тамошње манастире и скитове, он је говорио поуку оцима и провео неко време у читању божанствених књига светоотачких. Проповеда је јеванђеље у Солуну, у Верији и готово у целој Македонији, затим у Химари, Акарнанији, Етолији све до саме Арте и Превезе, на острваима Светој Маври и Кефалонији. Свуда је окупљао мноштво хришћана, који су с побожношћу слушали његове благодатне речи, које су их побуђивале на исправљање себе.
Његово учење је било је веома просто, спокојно и кротко. Због мноштва народа који није могао стати ни у једну цркву, блажени Козма је проповедао ван села у пољу. Имао је обичај да унапред објави где ће се задржати и говорити проповед: у том месту су спремали и постављали велики дрвени крст, а поред крста правили говорницу, са које је блажени проповедао. По завршетку проповеди он је говорницу узимао са собом и носио у друго место где се задржавао, а крст је остављао на месту као свагдашњу опомену на његову проповед. И где су ти крстови постављени, тамо су се касније јављала многа чудеса.
Са острва Кефалоније блажени Козма је прешао на острво Закинт, праћен са преко десет лађа, пуних побожних Кефалоњана. Пошто ту није био добро примљен, убрзо одлази на Крф, где су га примили са почастима. Затим одлази у Албанију. Његовим иницијативом тамо су се почеле оснивати школе, у којима се деца учила писмености, вери и побожности.
Блаженог Козму пратили су четрдесет до педесет јереја. Када је прелазио из једне области у другу, тада је наређивао хришћанима да се исповедају, да посте, да врше бденије при мноштву упаљених свећа.
Куда год ишао, свети Козма је свуда учио хришћане да недељом не раде и не пазаре, него да иду у цркву на свету службу и слушање речи Божје.
Од стране османских власти осуђен је и убијен у шездесет петој години живота, 4. августа 1779. године.
Православна црква прославља светог Козму 4. августа по јулијанском календару.
Лазар Томановић наводи податак да је Николо Томазео био неколико година у прогонству на Крфу и да је записао шта је чуо међу Грцима. Они су преносили предање светог Козме Етолског, да ће Грцима спасење од Турака доћи из Црне Горе.